# 姜彩瑛
姜 彩瑛（カン・チェヨン、朝鮮語: 강채영、1996年6月8日 - ）は、大韓民国のアーチェリー選手。
初の世界大会となった2015年の上海ワールドカップで個人、混合団体、女子団体で金メダルを獲得し、三冠を達成した。
2019年の世界選手権では691点を記録し、70mラウンドで690点を突破した最初の女性選手となった。
2020年東京オリンピックでは、女子団体において安山、張珉喜とともに金メダルを獲得した。

## 学歴
- 蔚山中央初等学校
- 月坪中学校
- 鶴城女子高等学校
- 慶熙大学校

## ウェブリンク
- 姜彩瑛 (@kan_chae) - Instagram
- 姜彩瑛 - 世界アーチェリー連盟